# Filair
Filair was een Congolese luchtvaartmaatschappij. De maatschappij voert vanop haar hub, de Luchthaven N'Dolo in hoofdstad Kinshasa (te onderscheiden van de internationale Luchthaven N'Djili Internationaal), binnenlandse vluchten uit in het westen van Congo-Kinshasa. Het hoofdkwartier was gelegen aan de Avenue Tabora in de gemeente Barumbu in Kinshasa.
De maatschappij kwam in 2010 wereldwijd in het nieuws toen de topman van het bedrijf, de Belg Daniel Philemotte, samen met 19 anderen om het leven kwam bij de crash van een Let L-410 Turbolet tijdens een vlucht tussen Kinshasa en Bandundu in de provincie Mai-Ndombe die hij zelf uitvoerde (zie Filaircrash 2010).
De luchtvaartmaatschappij maakte deel uit van de luchtvaartmaatschappijen op de Europese zwarte lijst. De maatschappij stopte haar operaties in 2015.

## Historische bestemmingen
Deze lijst is onvolledig (situatie juni 2011).
- Kinshasa
  - Kinshasa-N'Dolo
- Centraal-Kongo
  - Boma
  - Matadi
  - Muanda
- Kwilu
  - Idiofa
  - Kikwit